# Washta
Washta és una població dels Estats Units a l'estat d'Iowa. Segons el cens del 2000 tenia 282 habitants.

## Demografia
Segons el cens del 2000, Washta tenia 282 habitants, 117 habitatges, i 69 famílies. La densitat de població era de 103,7 habitants/km².
Dels 117 habitatges en un 28,2% hi vivien nens de menys de 18 anys, en un 47,9% hi vivien parelles casades, en un 6% dones solteres, i en un 40,2% no eren unitats familiars. En el 33,3% dels habitatges hi vivien persones soles el 16,2% de les quals corresponia a persones de 65 anys o més que vivien soles. El nombre mitjà de persones vivint en cada habitatge era de 2,41 i el nombre mitjà de persones que vivien en cada família era de 3,14.
Per edats la població es repartia de la següent manera: un 26,2% tenia menys de 18 anys, un 7,4% entre 18 i 24, un 23,8% entre 25 i 44, un 24,8% de 45 a 60 i un 17,7% 65 anys o més.
L'edat mediana era de 38 anys. Per cada 100 dones de 18 o més anys hi havia 96,2 homes.
La renda mediana per habitatge era de 30.673 $ i la renda mediana per família de 35.455 $. Els homes tenien una renda mediana de 22.639 $ mentre que les dones 18.750 $. La renda per capita de la població era de 13.025 $. Entorn de l'11,1% de les famílies i el 13,6% de la població estaven per davall del llindar de pobresa.

## Poblacions més properes
El següent diagrama mostra les poblacions més properes.